# 南伍德福德站
南伍德福德站（英語：South Woodford tube station）是倫敦地鐵的一個車站。南伍特福站位於紅橋區南伍德福德，是中央線的車站，位於倫敦第4收費區。車站開通於1856年8月22日。